# Bad Teacher
Bad Teacher ist eine US-amerikanische Filmkomödie von Regisseur Jake Kasdan aus dem Jahr 2011 mit Cameron Diaz, Justin Timberlake und Jason Segel in den Hauptrollen.

## Handlung
Elizabeth Halsey arbeitet nur vier Stunden die Woche als Lehrerin, um sich auf ihre Hochzeitsvorbereitungen zu konzentrieren, und plant ihren Job als Lehrerin aufzugeben. Ihren luxuriösen Lebenswandel finanziert sie aus dem Vermögen ihres Verlobten. Als dieser die Beziehung auf Veranlassung seiner Mutter beendet, muss Elizabeth ihren Job als Lehrerin wieder aufnehmen. Ihr Ziel ist es, möglichst schnell wieder einen reichen Mann zu finden. Daher plant sie eine Brustvergrößerung, weil sie annimmt, damit dem gängigen Schönheitsideal zu entsprechen. Ihr nächstes Ziel wird der aus einer reichen Familie stammende Aushilfslehrer Scott Delacorte. Da dessen Exfreundin ebenfalls große Brüste hat, wird sie in dem Wunsch einer Operation bestärkt. Für diesen Eingriff benötigt sie fast 10.000 Dollar. Elizabeth erfährt von einer Schülerin, dass jedes Jahr eine Autowaschaktion stattfindet und dass im vorherigen Jahr über 6000 Dollar eingenommen wurden. Der Erfolg der Autowaschaktion sowie ihr Alkohol- und Marihuanamissbrauch in der Schule machen sie zum Dorn im Auge ihrer pflichtbewussten und engagierten Kollegin Amy. Diese kommt zwischenzeitlich mit Scott zusammen, und die Situation zwischen den beiden Frauen eskaliert immer mehr. Derweil hat Sportlehrer Russell ein Auge auf Elizabeth geworfen. Sie wünscht jedoch keine Beziehung mit ihm, da er nicht vermögend genug ist.
Als ihre Freundin und Kollegin Lynn Davies von der Schulprämie erzählt, die der Lehrer mit dem besten Klassendurchschnitt bei einer Zwischenprüfung erhält, ändert sie ihre Unterrichtsmethoden, die bis dahin vor allem darin bestanden, ihre Schüler Filme ansehen zu lassen, und engagiert sich plötzlich in der Schule. Indem sie den für die Auswahl der Zwischenprüfungsaufgaben verantwortlichen Carl Halabi zunächst verführt und ihm dann ein Betäubungsmittel in den Drink mischt, verschafft sich Elizabeth vor der Prüfung unrechtmäßig die Aufgaben, so dass ihre Klasse am besten abschneidet und sie die Schulprämie von 5700 Dollar gewinnt. Amy findet das heraus und meldet es dem Schulleiter, kann es jedoch in der Folge nicht beweisen, weil Elizabeth den Hauptbelastungszeugen Halabi durch kompromittierende Fotos dazu bringt, seine Aussage zurückzuziehen. Um die Chancen einer Beziehung zu Scott zu verbessern, verführt Elizabeth ihn bei einem Schulausflug zum Trockensex (Sex in vollständiger Bekleidung) und sendet die Geräuschkulisse über Scotts Handy auf Amys Mobilbox.
Amys Versuch, Elizabeth des Drogenbesitzes zu überführen, scheitert. Vielmehr wird sie selbst fälschlich des Drogenbesitzes beschuldigt und zur Malcolm-X-Highschool versetzt, der Schule im County, die den schlechtesten Ruf hat. Daraufhin beendet Scott augenscheinlich die Beziehung mit ihr und bittet Elizabeth, nochmal von vorn anzufangen. Sie gibt ihm jedoch keine zweite Chance, und nach einem Gespräch zwischen dem Sportlehrer Russell und Elizabeth küssen die beiden einander. Der Film endet damit, dass Elizabeth die neue Vertrauenslehrerin wird.

## Entstehung und Veröffentlichung
| Figur               | Darsteller           | Deutscher Sprecher                        |
| ------------------- | -------------------- | ----------------------------------------- |
| Elizabeth Halsey    | Cameron Diaz         | Katrin Fröhlich                           |
| Scott Delacorte     | Justin Timberlake    | Robin Kahnmeyer                           |
| Russell Gettis      | Jason Segel          | Dennis Schmidt-Foß                        |
| Amy Squirrel        | Lucy Punch           | Cathlen Gawlich                           |
| Lynn Davies         | Phyllis Smith        | Heidrun Bartholomäus                      |
| Direktor Wally Snur | John Michael Higgins | Bernd Vollbrecht                          |
| Carl Halabi         | Thomas Lennon        | Axel Malzacher                            |
| Tristan             | Noah Munck           | Christian Zeiger                          |
| Garrett Tiara       | Matthew J. Evans     |                                           |
| Melody Tiara        | Molly Shannon        | Claudia Kleiber                           |
| Gaby                | Andra Nechita        |                                           |
| Chase Rubin-Rossi   | Kathryn Newton       | Marie Christin Morgenstern Soraya Richter |
| Sasha Abernathy     | Kaitlyn Dever        |                                           |
| Devon               | Aja Cheyenne Bair    |                                           |
| Sandy Pinkus        | Dave Allen           |                                           |
| Kirk                | Eric Stonestreet     | Michael Iwannek                           |
| Mark                | Nat Faxon            | Peter Flechtner                           |
| Doktor Vogel        | David Paymer         | Michael Pan                               |
| Mrs. Pubich         | Stephanie Faracy     | Gertie Honeck                             |
| Philip              | Rick Overton         | Helmut Gauß                               |
| Mutter von Sasha    | Deirdre Lovejoy      |                                           |

Columbia Pictures, die die Komödie mit der Mosaic Media Group realisierten, kaufte ein erstes Script bereits 2008 von den ehemaligen Das-Büro-Autoren Gene Stupnitsky und Lee Eisenberg. Regisseur Jake Kasdan wurde im Mai 2009 für den Film engagiert. Gedreht wurde der Film ab März 2010 hauptsächlich in Los Angeles sowie in Lawndale und Springfield in Illinois, wo hauptsächlich Außenaufnahmen entstanden.
Die deutsche Synchronisation entstand durch die Synchronfirma Film- & Fernseh-Synchron GmbH (FFS) in Berlin.
Noch vor der US-Premiere am 20. Juni 2011 in New York City startete der Film am 17. Juni in Irland und Großbritannien. Der deutsche Kinostart war am 23. Juni, der US-Kinostart erfolgte am 24. Juni.
Das Budget für diesen Film betrug 20 Millionen US-Dollar. Das weltweite Einspielergebnis war rund 216 Millionen US-Dollar.
Titelliste des Soundtracks
1. Teacher Teacher – Rockpile
2. You’ve Got Another Thing Comin’ – Judas Priest
3. Into My Mind – Charlie Wadhams
4. Stand And Deliver (Main Title) – Craig Safan
5. Cafe Jazz – Tim Ziesmer
6. Still Of The Night – Whitesnake
7. Gangsta’s Paradise – Coolio
8. Rainbow In The Dark – Dio
9. 867-5309 Jenny – Tommy Tutone
10. I Can’t Get Enough – Rooney
11. Chicago Beatdown – Tim Ziesmer
12. Everything You Need – Kate Booye & Jon-Michael Estep
13. Schlittenfahrt – Die Flippers
14. Mr Himbry Gets It from Scream – Marco Beltrami
15. Lullaby – Period 5
16. Simpatico – Justin Timberlake, Lee Eisenberg & Gene Stupnitsky
17. Swing Easy – Tim Ziesmer
18. Nothing From Nothing – Billy Preston
19. 54-46 That’s My Number – Toots & the Maytals
20. Sara Smile – Daryl Hall & John Oates
21. Smoothie – Tim Ziesmer
22. The Ripper – Judas Priest
23. Real Wild Child – Joan Jett & The Blackhearts

## Kritiken
Das Presseecho zu Bad Teacher war stark durchwachsen. So erfasst der US-amerikanische Aggregator Rotten Tomatoes ähnlich viele wohlwollende wie kritische Besprechungen und ordnet den Film als „Gammelig“ ein. Laut dessen Konkurrent Metacritic fallen die Bewertungen im Mittel „Gemischt oder Durchschnittlich“ aus.
So verwies Filmstarts auf das Beispiel Judd Apatows, Regisseur Kasdans einstigen Mentor, und schrieb, der Film sei eine „glatte Antithese zur charmanten und pointensicheren Comedy d’Apatow: inspirationsarm, pubertär und nur selten wirklich lustig“, und fasste abschließend zusammen: „Unterm Strich ist Bad Teacher ein Zotenfest ohne integere Story, eine Verschwendung komödiantischen Potentials. Eine Satire über die Missstände im amerikanischen Bildungssystem wird hier von Beginn an nicht auf dem Programm gestanden haben. Stattdessen geht Kasdan auf Nummer sicher und orientiert sich mit zahmen Humor-Allgemeinplätzen am Massengeschmack.“ Die britische Empire meinte, die Komödie sei „frech, direkt und oftmals sehr spaßig“.

„Cameron Diaz überzeugt dabei mit ihrem schnoddrig-unbekümmerten Charme. […] Besonders bemerkenswert ist die Tatsache, dass Jacob Kasdan seiner frechen Linie von Anfang bis Ende treu bleibt und seiner Antiheldin am Ende rührselige Läuterungsbekundungen und schwülstige Versöhnungsarien erspart. Diese kurzweilige und respektlose Verdorbenheit war seit Verrückt nach Mary im Kino schon seit Langem überfällig. Fazit: Nichts für Hardcoreromantiker; dafür für Leute, die über ungehobelte Charmeoffensiven herzhaft lachen können.“

„Derbe Komödie, die sich politisch unkorrekt und selbstironisch gibt, der aber jede satirische Stoßrichtung fehlt. Allenfalls einige gut konturierte Nebenfiguren sind amüsant.“

## Auszeichnungen
- ALMA Award 2011:
  - Nominierung für Cameron Diaz als Beste Darstellerin in einer Komödie / in einem Musical (Favorite Movie Actress – Comedy/Musical)
- Teen Choice Award 2011:
  - Teen Choice Award als Beste Komödie (Choice Movies: Comedy)
  - Teen Choice Award für Cameron Diaz als Beste Darstellerin einer Komödie (Choice Movie Actress: Comedy)
  - Teen Choice Award für Justin Timberlake als Bester Darsteller einer Komödie (Choice Movie Actor: Comedy)
- BMI Film & TV Award 2012:
  - BMI Film Music Award für Michael Andrews für die Filmmusik
- People’s Choice Award 2012:
  - Nominierung als Beste Komödie (Favorite Comedy Movie)
- Young Artist Award 2012:
  - Young Artist Award für Matthew J. Evans als Bester Nebendarsteller in einem Spielfilm (Best Performance in a Feature Film – Supporting Young Actor)
  - Nominierung für Kaitlyn Dever als Beste Nebendarstellerin in einem Spielfilm (Best Performance in a Feature Film – Supporting Young Actress)

## Serienadaption
Im Herbst 2012 gab der US-Fernsehsender CBS eine Serienadaption als Single-Kamera-Comedy in Auftrag. Die Film-Autoren Gene Stupnitsky und Lee Eisenberg fungieren als ausführende Produzenten, produziert wird durch Sony Pictures Television und Mosaic. Die Autorin und Produzentin Hilary Winston soll das Drehbuch entwerfen und Showrunner der Serie werden. Am 24. Mai 2013 gab CBS der Serie grünes Licht für die Produktion der Serie mit Ari Graynor in der Hauptrolle. Weitere Darsteller der Serie sind Sara Gilbert, Ryan Hansen, David Alan Grier und Kristin Davis. Ausstrahlungsbeginn der Serie war der 24. April 2014.

## Belege
1. ↑   Freigabebescheinigung für Bad Teacher. Freiwillige Selbstkontrolle der Filmwirtschaft, Mai 2011 (PDF; Prüfnummer: 127 899 K).
2. ↑  Alterskennzeichnung für Bad Teacher. Jugendmedienkommission.
3. 1 2  Bad Teacher. In: Deutsche Synchronkartei. Abgerufen am 7. September 2014.
4. ↑  Michael Fleming: ‘Teacher’ in Columbia’s class. Variety, 26. August 2008, abgerufen am 8. Oktober 2012 (englisch).
5. ↑  Jay A. Fernandez: Director Jake Kasdan enrolls for „Bad Teacher“. Reuters, 27. Mai 2009, archiviert vom Original (nicht mehr online verfügbar) am 24. Juni 2011; abgerufen am 8. Oktober 2012 (englisch).
6. ↑  Bad Teacher (2011). In: Box Office Mojo. Abgerufen am 24. Juli 2019.
7. 1 2  Bad Teacher. In: Rotten Tomatoes. Fandango, abgerufen am 27. Dezember 2024 (englisch, aggregiert aus 189 Kritiken).
8. 1 2  Bad Teacher. In: Metacritic. Abgerufen am 27. Dezember 2024 (englisch, aggregiert aus 38 Kritiken).
9. ↑  Jason Buchanan: Bad Teacher (2011) (Memento vom 5. Dezember 2020 im Internet Archive) bei AllMovie (englisch)
10. ↑  Datenbankabfrage bei cinemascore.com
11. 1 2  Bad Teacher. In: cinema. Abgerufen am 7. November 2019.
12. 1 2  Moritz Stock: Bad Teacher – Kritik der Filmstarts-Redaktion. In: filmstarts.de. Abgerufen am 24. Juni 2021.
13. ↑  Empire Kritik, abgerufen am 23. Juni 2011.
14. ↑  Bad Teacher. In: Lexikon des internationalen Films. Filmdienst, abgerufen am 2. März 2017.
15. ↑  Rainer Idesheim: Bad Teacher: Hilary Winston adaptiert Film als Comedy für CBS. Serienjunkies.de, 6. Oktober 2012, abgerufen am 8. Oktober 2012.
16. ↑  Sara Bibel: CBS Picks Up Comedy 'Bad Teacher' for 2013–14 Season. In: TV by the Numbers. 22. Mai 2013, archiviert vom Original (nicht mehr online verfügbar) am 7. Juni 2013; abgerufen am 23. Mai 2013.
17. ↑  Lenka Hladikova: CBS verkündet Startdaten für Bad Teacher und Unforgettable. In: Serienjunkies.de. 14. Februar 2014, abgerufen am 14. Februar 2014.